# John Black
John Black (n. 26 octombrie 1882, Coylton⁠(d), South Ayrshire, Scoția, Regatul Unit al Marii Britanii și Irlandei – d. 16 octombrie 1924, Winnipeg, Manitoba, Canada) a fost un trăgător de tir ce a reprezentat Canada, medaliat olimpic. A participat la o ediție a Jocurilor Olimpice (1924) în care a câștigat o medalie de argint.